# قلنسوة فريجية
القلنسوة الفريجية أو القبعة الفريجية (بالإنجليزية: Phrygian cap)‏ هُو مصطلح طبي يُشير إلى الجزء المطوي لبعض المرارات التي تشبه القبعة الفريجية (قبعة مخروطية ناعمة مع جزء علوي يسحب للأمام، ترتبط بالآثار القديمة لسكان فريجيا، وهي منطقة وسط الأناضول). تحدث بتفاوتٍ تشريحي طبيعي في 1-6% من البشر. تحدث بسبب طية في المرارة عند نقطة التقاء قاع المرارة مع هيكلها. بعيدًا عن فرصة حدوث خطأ بينها وبين الحصوات في المخطط التصواتي، فليس لها أي آثار طبية أخرى كما أنها لا تزيد احتمال حدوث أمراض أخرى، ولكنها قد تؤدي لاحتمال تقليل تدفق العصارة الصفراوية، مما يُنذر بضرورة الاستئصال الوقائي للمرارة.

## معرض الصور

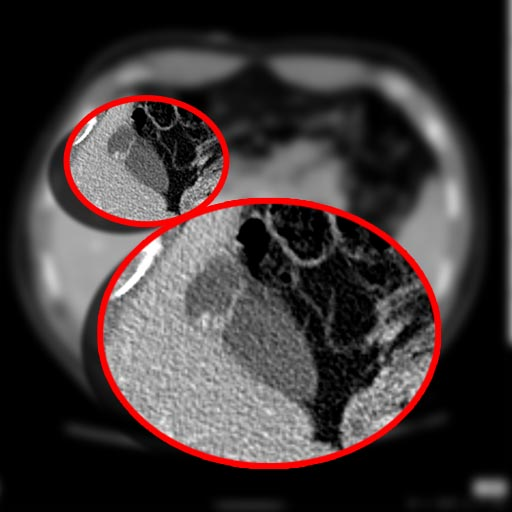
صورة مقطعية مُحوسبة تظهر القلنسوة الفريجية